# 刘晓健
刘晓健（1955年—），福建崇安人，汉族，中华人民共和国政治人物，第十一届全国人民代表大会天津地区代表。
毕业于国防大学军事战略系。中国共产党党员。2008年，当选为全国人大代表。